# Vanessa Paradis Live
Pour les articles homonymes, voir Liste des albums intitulés Live et Live.
Albums de Vanessa Paradis
Vanessa Paradis
(1992) Bliss
(2000)
Vanessa Paradis Live est le titre du 1er album live de Vanessa Paradis.
Le CD est un témoignage de la tournée Natural High Tour qui a eu lieu dans le monde entre mars et juillet 1993.
En France, l'album a été certifié disque d'or (150 000 ventes) le 23 août 1996.

## LeNatural High Tour

### La tournée
Le Natural High Tour est la 1re tournée de Vanessa Paradis avant le Bliss Tour en 2001.
Elle se segmente en trois parties :
- le 3 mars 1993 : Deauville. Cette 1re date est en fait une répétition générale devant un public. Dans la foulée, elle donne plusieurs concerts sur l'Île de la Réunion.
- du 30 mars au 11 avril : Paris (l'Olympia). 10 concerts à guichets fermés.
- à partir du 14 avril : Lyon. La tournée en province commence pour s'achever en juillet à Monaco.

La tournée doit s'arrêter car Vanessa est épuisée et ne supporte plus le rythme effréné des dates imposées par sa maison de disque. Elle annule ainsi ses concerts au Japon, Los Angeles et New York qui devaient avoir lieu début août.

### Dates importantes
En plus des dates précédemment citées, la tournée a amené Vanessa Paradis dans toute la France, en Angleterre et au Canada.
- 24 avril : Printemps de Bourges
- 27 mai : Marseille. Elle y fait un concert alors que Marseille a gagné, la veille, la Coupe d'Europe de football. Elle dira plus tard que ce fut le concert le plus incroyable, en ambiance, de la tournée.
- 31 mai : Toulon. Elle y est victime d'un malaise et doit écourter son spectacle.
- 4 juin : Paris (Zénith)
- 1er juillet : Londres (London Forum)
- 4 juillet : Francofolies de Montréal
- 14 juillet : Francofolies de la Rochelle

### Dates de la tournée
- 3 mars : Deauville (Auditorium)
- du 9 au 13 mars : La Réunion
- 16 mars : Roubaix (Colisé)
- 18 mars : Liege (Le forum)
- 19 mars : Châteauroux (Stade de Belle île)
- 20 mars : Nanterre (Chorus Hauts-de-Seine)
- 25 mars : Saint-Maur (Théâtre)
- 26 mars : Lorient (Palais des Congrès)
- 27 mars : La Baule (Atlanta)
- du 30 mars au 11 avril : Paris (Olympia) -10 représentations-
- 14 et 15 avril : Lyon (Transbordeur)
- 16 avril : Grenoble (Summum)
- 19 avril : Annecy (Hall des expositions)
- 20 avril : Lausanne (Patinoire de Malley)
- 24 avril : Bourges (Le Pavillon)
- 26 avril : Pau (Patinoire)
- 27 avril : Bordeaux (Patinoire)
- 30 avril, 1 et 2 mai : Bruxelles (Forest national)
- 6 mai : Evry (L'Agora)
- 7 mai : Reims (Parc des expositions)
- 8 mai : Maubeuge (La Luna)
- 11 mai : Nantes (Palais des sports)
- 12 mai : Angers (Amphitea)
- 13 mai : Le Mans (Le forum)
- 14 mai : Rennes (Salle omnisports)
- 15 mai : Orleans (Palais de sports)
- 17 mai : Metz (Galaxie)
- 18 mai : Strasbourg (Palais des fêtes)
- 19 mai : Mulhouse (Phoenix)
- 20 mai : Besançon (Palais des sports)
- 21 mai : Nancy (Zenith)
- 24 mai : Limoges (Palais des sports)
- 25 mai : Toulouse (Palais des sports)
- 26 mai : Montpellier (Zenith)
- 27 mai : Marseille (Palais des sports)
- 28 mai : Nice (Théâtre de Verdure)
- 31 mai : Toulon (Zenith Omega) -concert interrompu-
- 2 juin : Clermont-Ferrand
- 4 juin : Paris (Zénith)
- 5 juillet : Montreal (Théâtre Saint-Denis)
- 8 juillet : Québec (Festival d'été)
- 11 juillet : Londres (Forum)
- 14 juillet : La Rochelle (Francofolies)
- 16 juillet : Béziers (Les Arènes)
- 17 juillet : Antibes (La Pinède)
- 18 juillet : Toulon (Zenith Omega)
- 19 juillet : Carcassonne (Théâtre)
- 22 juillet : Monaco (Salle des étoiles)
- Date inconnue : Brest

Concerts annulés :
- 23 juillet : Nyon (Suisse)
- 24 juillet : Zeebrugge (Belgique)
- 25 juillet : Orange
- 29 juillet : Fukuoka (Japon)
- 30 juillet : Oska (Japon)
- 1-2-3 août : Tokyo (Japon)
- 5 août : Nagoya (Japon)
- 6-8 août : Tokyo (Japon)
- 12-13 août : Los Angeles (États-Unis)
- 16-17 août : New York (États-Unis)

## Chansons des concerts
1. Natural high
2. I'm Waiting for the Man
3. Maxou
4. Sunday Mondays
5. Marilyn et John
6. La vague a lames
7. Tandem
8. Les Cactus
9. Your love has got a handle on my mind
10. Lonely rainbows
11. The future song
12. Silver and gold
13. Gotta Have It
14. Dis-lui toi que je t'aime
15. Joe le taxi
16. Be My Baby
17. Coupe, coupe
18. As Tears Go By
19. Just as long as you are there
20. Walk on the Wild Side
21. Lonely rainbows (Rappel - A cappella)

## Chansons du CD
1. Natural high - 4 min 59 s
2. Les Cactus - 2 min 47 s
3. Marilyn & John - 4 min 10 s
4. As Tears Go By - 4 min 00 s
5. Tandem - 3 min 46 s
6. Dis-lui toi que je t'aime - 4 min 24 s
7. Joe le taxi - 4 min 16 s
8. La vague à lames - 4 min 32 s
9. Maxou - 4 min 29 s
10. Sunday Mondays - 3 min 48 s
11. Silver and Gold - 2 min 46 s
12. Gotta Have It - 2 min 31 s
13. Lonely Rainbows - 2 min 34 s
14. I'm Waiting for the Man - 3 min 31 s
15. Be My Baby - 3 min 50 s
16. Just as long as you are there - 6 min 00 s

- Les chansons Your Love Has Got a Handle On My Mind, The Future Song, Coupe coupe, l'instrumental Paradis, ainsi que les reprises : Chuck E's in Love et Walk on the Wild Side, pourtant chantées sur scène, seront exclues du pressage CD. Ces versions restent à ce jour inédites sur cd. Pour le 30e anniversaire, le 6 décembre 2024 parait pour la première fois l'album en édition double vinyles noires avec une édition limitée numérotée comprenant la même liste de titre agrémentée de 3 inédits : The future song, Your love has got a handle on my mind et Walk on the wild side.
- La liste des titres du CD est identique pour tous les pays, excepté sur les supports 33 tours, où Maxou et Just As Long As You Are There ont été supprimés.
- Les Cactus est une reprise de Jacques Dutronc.
- As Tears Go By est une reprise de Marianne Faithfull et des Rolling Stones.
- I'm Waiting for the Man est une reprise de Lou Reed déjà présente sur l'album studio Vanessa Paradis.

## Singles
2 singles en ont été extraits :
- Les Cactus (reprise de Jacques Dutronc) - février 1994, uniquement en France[3]
- Gotta Have It - mars 1994 en Europe et au Japon puis en mai 1994 en France[4]

## Musiciens
- Guitares : Anthony Wilson / Jack Petruzzelli
- Basse : Tony Breit / Osama Afifi
- Claviers : Reggie Webb
- Batterie : Zoro
- Saxophone : Butch Thomas
- Chœurs : Sandy Bougouneau / Derin Young

## Supports
En France, en Europe et au Canada, le disque est sorti en CD et cassette. Un double vinyle parait en 2024 pour le 30 anniversaire de l'album.
L'Espagne et la Grèce sont les seuls pays à éditer chacun un 33 tours jusqu'en 2024.
En Corée, la page des remerciements est entièrement traduite en coréen.
Le CD japonais est le seul qui inclut un livret de 26 pages avec l'intégralité des paroles, ainsi qu'un feuillet mobile avec leur traduction en japonais.

## La captation vidéo
Les concerts à l'Olympia en avril 1993 ont été filmés sous le titre Vanessa Paradis, le concert par Mathias Ledoux.
Le programme fut diffusé une seule et unique fois sur Canal +, le samedi 9 avril 1994, lors d'une soirée spéciale, avec le documentaire Vanessa Paradis, la tournée.
Le concert est disponible en DVD dans le coffret "Anthologie 87-2007"
Les images de la captation ont servi de clips pour les deux singles extraits de l'album, ainsi que pour le single Just As Long As You Are There en juillet 1993.

## À la télévision
Étant en tournage de son 2e film Élisa au moment de la sortie de l'album, Vanessa Paradis n'a pas assuré de promotion à la télévision.
Toutefois :
- 1er avril 1994 : À l'occasion d'une émission spéciale de Nulle part ailleurs sur Canal+, diffusée en simultanée en Angleterre, Vanessa interprète Lucky Guy (reprise de Rickie Lee Jones)[9].
- 9 avril 1994 : Pour le 1er Sidaction, Vanessa chante Miss Celie's Blues (Sister) du film La Couleur pourpre.
- 9 avril 1994 : Soirée spéciale sur Canal+ avec diffusion d'un documentaire et du concert.
- 8 mai 1994 : L'émission spéciale Taratata, initialement programmée en mai 1993 sur France 2, est rediffusée. Vanessa Paradis y chante Just As Long As You Are There, les cactus avec Guesch Patti, Dis-lui toi que je t'aime, etc. en live[10].